# Partido del Pilar
El partido Del Pilar, es un distrito que se encuentra en la provincia de Buenos Aires, Argentina. Se ubica a aproximadamente 54 kilómetros al noroeste de la ciudad de Buenos Aires. Este partido alberga un núcleo urbano de relevancia, representado por la ciudad homónima de Pilar. La población de Pilar integra el aglomerado urbano conocido como Gran Buenos Aires, situándose en la zona norte del mismo, aunque desde el punto de vista administrativo no forma parte formal del aglomerado.

## Historia
Hacia el año 1580 Juan de Garay efectuó el reparto de tierras denominadas “Suertes de Estancias” entre sus compañeros de viaje. Las tierras del actual Partido pasaron por diversas transferencias y fraccionamientos, hasta que en 1774 Ventura López Camelo fue nombrado alcalde. Desde entonces el distrito lleva el nombre de Partido del Pilar.
El 23 de febrero de 1820 el Partido del Pilar fue sede del primer acuerdo institucional que proyecta a la Argentina como un país federal. Este acuerdo, que se realizó en la primitiva capilla céntrica, fue el famoso Tratado del Pilar y significó el origen del federalismo nacional, razón por la que se conoce a esta ciudad como la “Cuna del Federalismo”.
El 11 de abril de 1855, se constituyó en el Pilar la organización municipal ya que el vecindario eligió por votación a su propio gobierno. Las autoridades electas asumieron sus cargos el 27 de enero de 1856. El equipo estaba integrado por Fermín Gamboa, Silverio Besabé y Luis Ponce de León.
El Municipio del Pilar fue formalmente creado el 24 de octubre de 1864 por la Ley N.º 442, promulgada al día siguiente. Por otra parte, el 25 de octubre de 1864, se dividieron los distritos de la provincia de Buenos Aires, lo que delimitó el Partido del Pilar (Ley provincial N.º 422). Estos límites distritales fueron determinados por el Decreto del 24 de febrero de 1865, reglamentario de la Ley del 24 de octubre de 1864. Su extensión fue reducida y fijada por el mencionado decreto (Ley del 25 de octubre de 1878 y 18 de octubre de 1889 para la formación de los Partidos de General Rodríguez y General Sarmiento respectivamente).
Mediante la Ley N.º 6068 del 23 de octubre de 1959, el Partido del Pilar fue dividido y parte de su superficie pasó a formar el Partido de Escobar. Luego en 1994 mediante la ley provincial N.º 11.551/94, otra parte de su superficie pasó a integrar el territorio del nuevo Partido de Malvinas Argentinas, en tanto aumentó su extensión con la incorporación de la localidad de Del Viso que pertenecía en su mayor parte al ex Partido de General Sarmiento, que también fue dividido en su totalidad por esa Ley.
Durante el siglo XX el perfil del partido comienza transformarse, con la construcción del parque industrial Pilar, que nace a principios de los años 1970,  desde la década de 1990, dado que la aparición de un gran número de barrios cerrados y clubes de campo supuso una mejora de la infraestructura y la concreción de inversiones en el área. Desde principios del siglo XXI se han asentado en el partido varios proyectos inmobiliarios vinculados a barrios privados, provocando un boom inmobiliario y la urbanización y el desplazamiento en zonas hasta entonces rurales.
Luego del boom inmobiliario que el Pilar vivió en los años 1990, este pueblo se vio modificado en toda su estructura. Creció la población al ritmo de las grandes inversiones en niveles gastronómicos, inmobiliarios, centros comerciales, cines y hotelería. En la última década se inauguró el parque industrial más grande de la argentina.

## Intendentes desde 1983
| Intendente            | Mandato                                           | Partido       |
| Luis Lagomarsino      | 10 de diciembre de 1983 - 14 de diciembre de 1987 | PJ            |
| Rubén Tronchet        | 14 de diciembre de 1987 - 17 de febrero de 1988   | PJ (interino) |
| Jorge Telmo Pérez     | 17 de febrero de 1988 - 25 de mayo de 1988        | PJ (interino) |
| Juan Carlos Di Meola  | 25 de mayo de 1988 - 10 de diciembre de 1991      | PJ            |
| Jorge Telmo Pérez     | 10 de diciembre de 1991 - 10 de diciembre de 1993 | PJ            |
| Alberto Juan Alberini | 10 de diciembre de 1993 - 10 de diciembre de 1999 | PJ            |
| Sergio Bivort         | 10 de diciembre de 1999 - 10 de diciembre de 2003 | PAUFE         |
| Humberto Zúccaro      | 10 de diciembre de 2003 - 10 de diciembre de 2015 | PJ            |
| Nicolás Ducoté        | 10 de diciembre de 2015 - 10 de diciembre de 2019 | PRO           |
| Federico de Achával   | 10 de diciembre de 2019 - al presente             | PJ            |

## Localidades

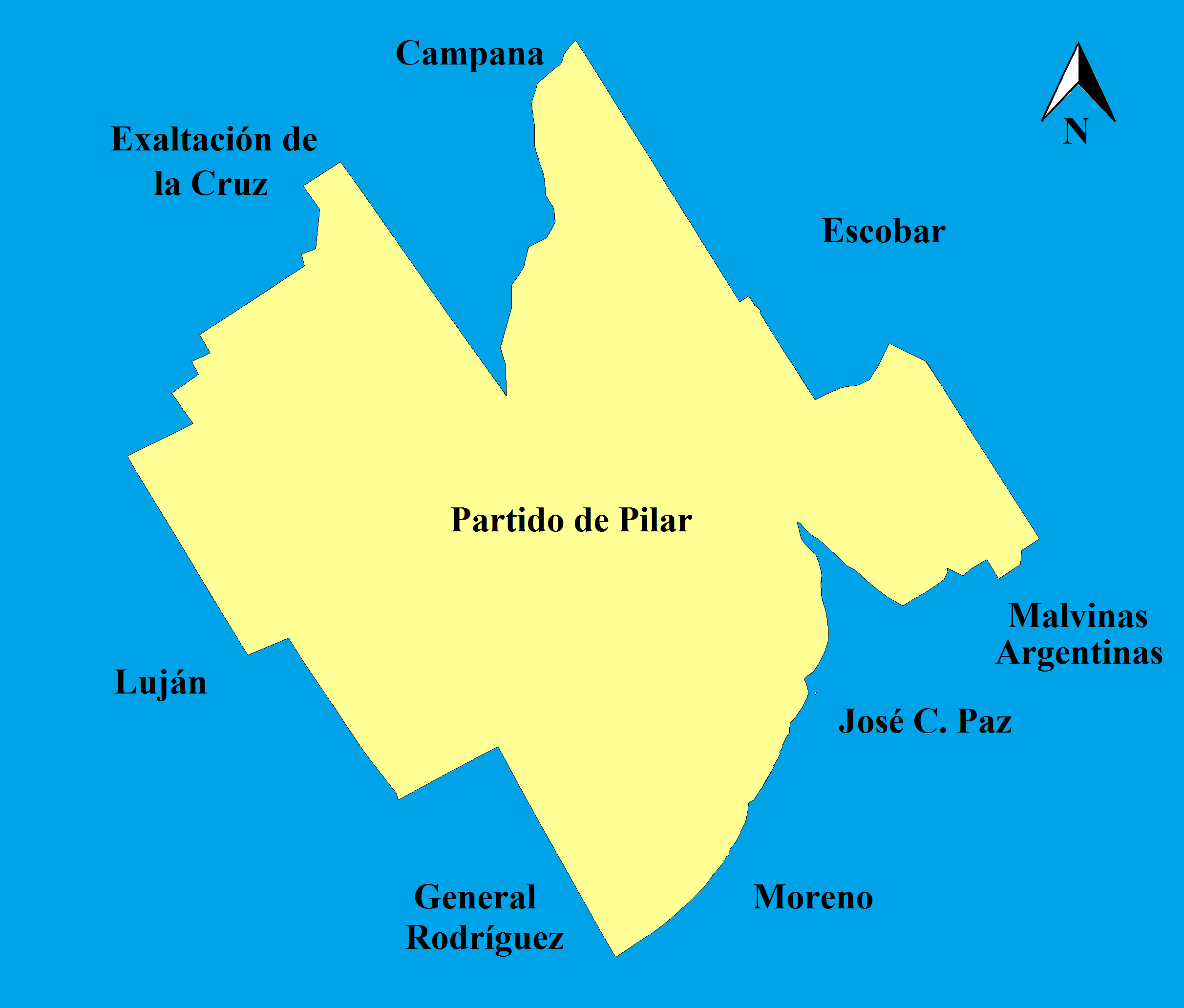
Imagen del partido del Pilar.

La mayoría de las poblaciones del partido del Pilar surgieron a partir de la llegada del ferrocarril; actualmente, algunas de estas localidades se han consolidado como ciudades, mientras que otras mantienen un perfil rural característico de pueblo. La población estable del partido ronda los 300.000 habitantes, cifra que se duplica durante los fines de semana y la temporada estival debido al elevado número de familias que poseen viviendas de fin de semana en el distrito. El Distrito limita con los partidos de Campana, Escobar, Exaltación de la Cruz, General Rodríguez, Luján, Malvinas Argentinas, José C. Paz y Moreno.
El partido se organiza en diez cuarteles, que comprenden diversas localidades y zonas rurales:
- Cuartel I: Del Viso, localidad urbana.

- Cuartel II: Fátima, localidad de perfil rural.

- Cuartel III: La Lonja, localidad urbana.

- Cuartel IV: Manzanares, localidad rural.

- Cuartel V: Incluye la ciudad de Pilar, que funciona como cabecera política del partido, así como las localidades de Pilar Sur, Champagnat y San Francisco.

- Cuartel VI: Presidente Derqui, localidad urbana.

- Cuartel VII: Compuesto por las localidades de Villa Astolfi y Manzone.

- Cuartel VIII: Comprende Manuel Alberti y Lagomarsino, esta última compartida con el partido de Escobar con la localidad de Maquinista F. Savio.

- Cuartel IX: Villa Rosa, localidad urbana.

- Cuartel X: Zelaya, localidad de carácter rural.

## Demografía
Según estimaciones del INDEC para junio de 2008 la población del partido alcanza los 281.496 habitantes.
| Población | 3.708 | 7.169   | 9.920   | 14.508  | 19.854  | 30.836  | 47.739  | 84.429  | 130.187 | 232.463 | 299.877 | 394.754 |
| Variación | -     | +93,33% | +38,37% | +46,25% | +36,84% | +55,31% | +54,81% | +76,85% | +54,19% | +78,56% | +28,7%  | +32,0%  |

Fuente: Instituto Nacional de Estadísticas y Censos, INDEC

## Sismicidad
La región responde a la «subfalla del río Paraná», y a la «subfalla del río de la Plata», con sismicidad baja; y su última expresión se produjo el 5 de junio de 1888 (137 años), a las 3.20 UTC-3, con una magnitud aproximadamente de 5,0 en la escala de Richter (terremoto del Río de la Plata de 1888).
La Defensa Civil municipal debe advertir sobre escuchar y obedecer acerca de
Área de
- Tormentas severas periódicas
- Baja sismicidad, con silencio sísmico de 137 años

## Fiestas del Pilar
Firma del Tratado del Pilar:
El 23 de febrero se conmemora el aniversario de la firma del histórico Tratado del Pilar, acuerdo de paz suscripto en 1820 por Manuel de Sarratea, gobernador de Buenos Aires; Estanislao López, gobernador de Santa Fe; y Francisco Ramírez, gobernador de Entre Ríos. Este tratado sentó las bases del sistema federal de gobierno en la Argentina. En Pilar, el acto es recordado mediante ceremonias protocolares, conferencias y festivales artísticos, entre otras actividades que homenajean su trascendencia histórica.
Virgen del Pilar:
Cada 12 de octubre, la comunidad del partido de Pilar celebra la festividad en honor a su patrona, la Virgen del Pilar. Se rememora el año 1729, cuando una vecina del antiguo pueblo expuso públicamente una imagen de la Virgen en una capilla construida en su propiedad. La celebración incluye diversas actividades litúrgicas, destacándose la multitudinaria procesión con la imagen venerada. Además, la Municipalidad organiza un desfile cívico-militar en el que participan las fuerzas vivas del distrito, instituciones educativas, sociales y deportivas, centros tradicionalistas y escuelas de danzas nativas, entre otras organizaciones de la comunidad.
Fiesta Provincial del Locro:
La localidad de Zelaya es escenario de la Fiesta Provincial del Locro, un evento dedicado a homenajear y promover la gastronomía local, especialmente el tradicional plato del locro. Estas celebraciones suelen realizarse durante los meses más fríos del año, habitualmente en julio o agosto. El objetivo es destacar la identidad cultural de la región y fomentar el turismo de cercanía y rural, ya que la festividad atrae a visitantes provenientes de distintas zonas, fortaleciendo así el vínculo entre la comunidad y sus raíces.

Fiestas a Santos Patronos de las Localidades del Partido del Pilar
Las distintas localidades que integran el partido de Pilar celebran anualmente las festividades en honor a sus respectivos santos patronos, manifestando así la arraigada tradición religiosa y cultural de la región. A continuación, se detallan las fechas y santos patronos de cada localidad:
- 1° de mayo: San José Obrero, patrono de la localidad de Zelaya.

- 13 de mayo: Nuestra Señora de Fátima, patrona de la localidad de Fátima.

- 6 de junio: Beato Marcelino Champagnat, patrono de la localidad de Villa Astolfi.

- 13 de junio: San Antonio de Padua, patrono de la localidad de Presidente Derqui.

- 20 de junio: San Luis Gonzaga, patrono de la localidad de Manzanares.

- 7 de agosto: San Cayetano, patrono de la localidad de Del Viso.

- 30 de agosto: Santa Rosa de Lima, patrona de las localidades de Villa Rosa y Manuel Alberti.

- 1° de octubre: Santa Teresita del Niño Jesús, patrona de la localidad de Lagomarsino.

- 8 de diciembre: Inmaculada Concepción de María, festividad celebrada en la Capilla del Milagro, en la localidad de Zelaya.

Estas celebraciones constituyen importantes eventos comunitarios que refuerzan la identidad local y la cohesión social, combinando actos religiosos con manifestaciones culturales y sociales.

## Turismo

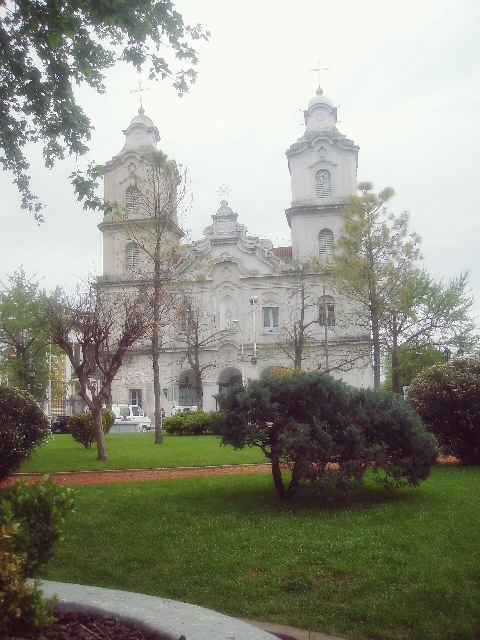
Parroquia del Pilar

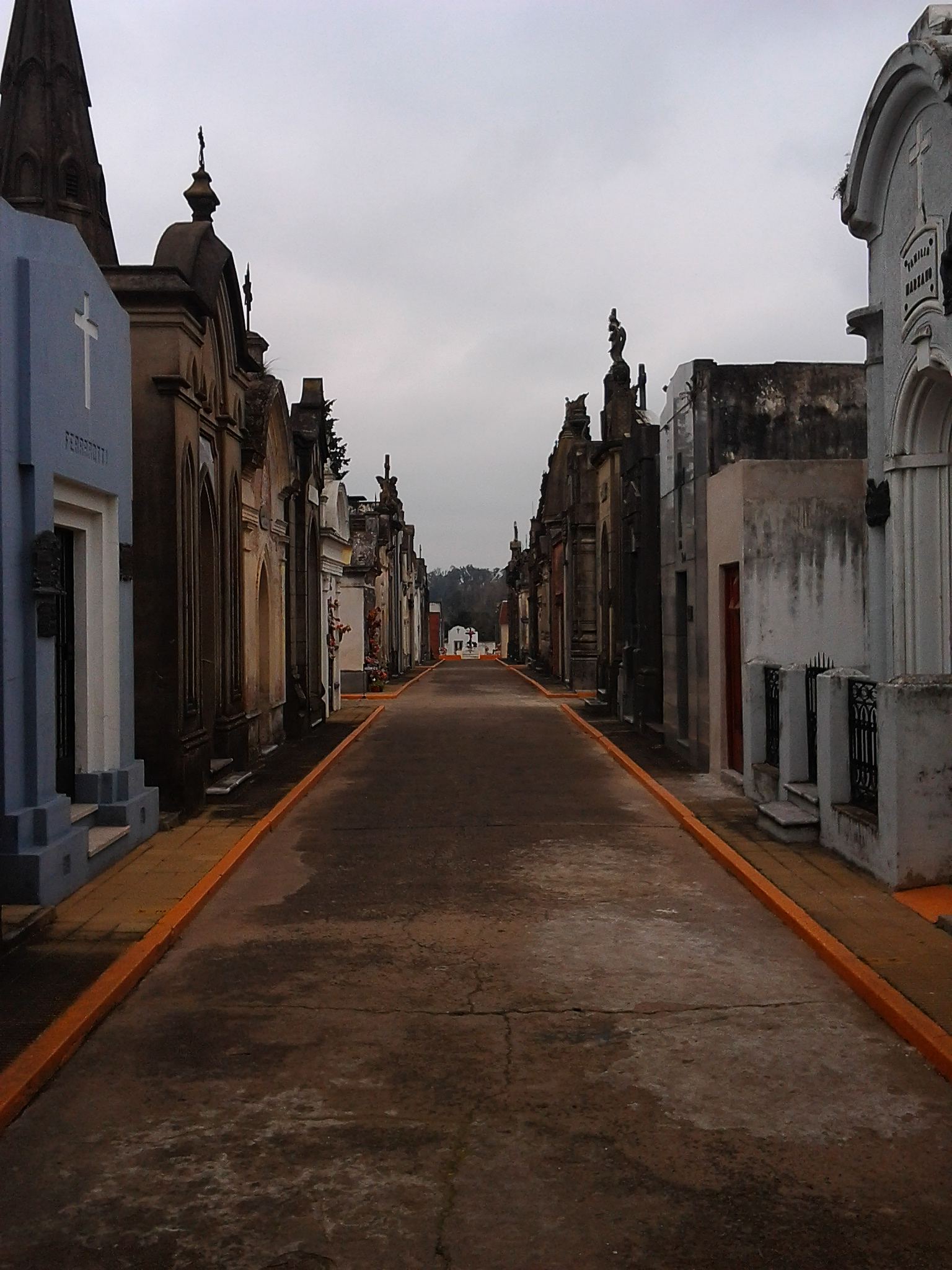
Cementerio del Pilar

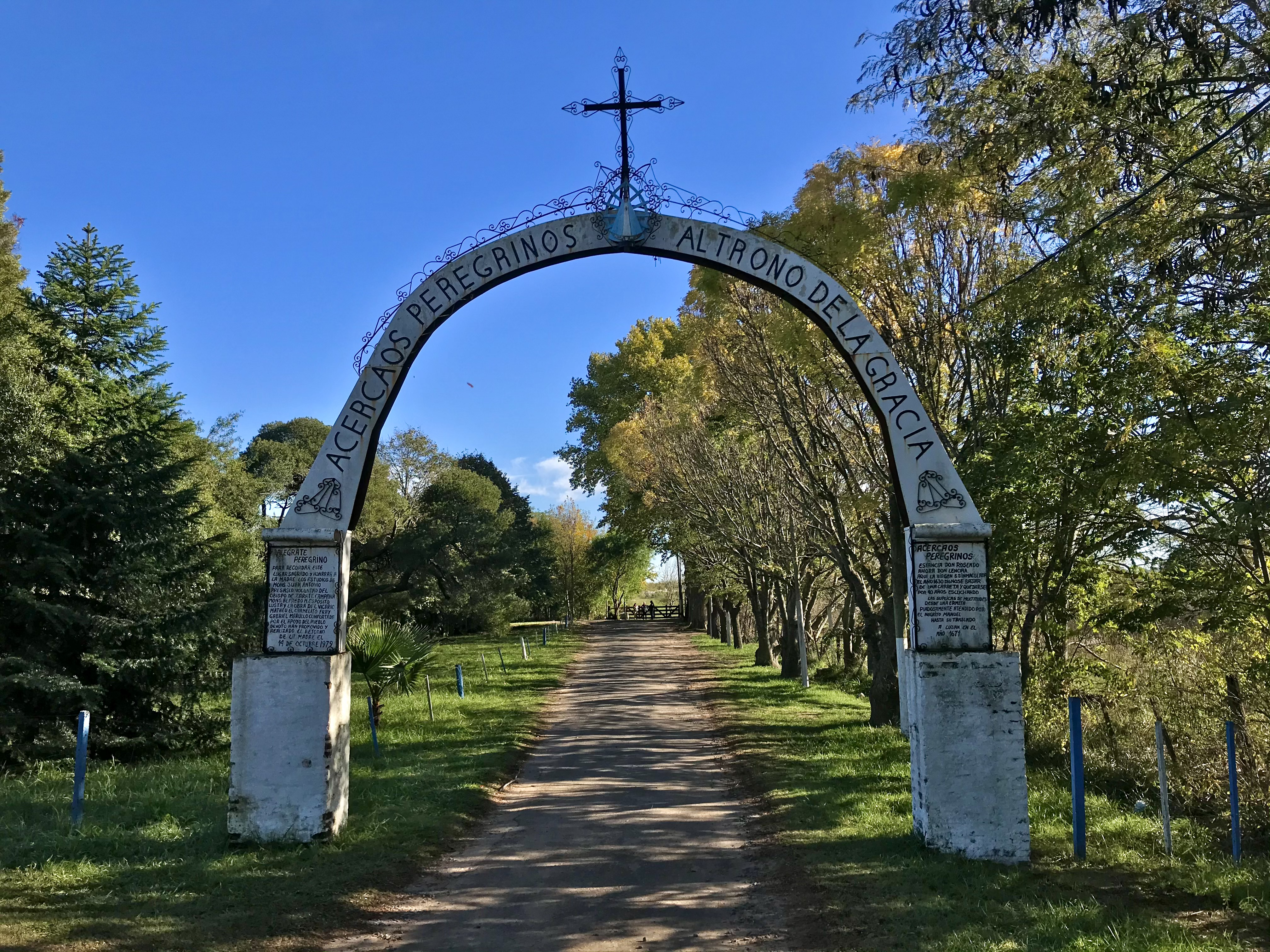
Entrada al oratorio que recuerda el Milagro de la Virgen de Luján en el año 1630, en Zelaya.

El partido del Pilar exhibe marcados contrastes entre su perfil tradicional y el desarrollo moderno. Localidades como Zelaya y Manzanares conservan un ritmo de vida pausado, donde las costumbres, las antiguas construcciones y fachadas, las estaciones ferroviarias y las manifestaciones culturales propias de una zona rural aún se mantienen vigentes. A pocos kilómetros, en cambio, se impone la infraestructura de la Ciudad de Pilar, caracterizada por modernos countries, clubes de campo y shoppings a cielo abierto, junto con edificios de oficinas, hoteles de cadenas internacionales y centros de convenciones que evidencian su desarrollo contemporáneo.
Entre los principales atractivos del partido, se destacan:
Plaza 12 de Octubre: Declarada Monumento Histórico Nacional por la Ley Nacional N° 120.411, promulgada el 21 de mayo de 1942, esta plaza constituye el núcleo urbano de la ciudad de Pilar. Su diseño se organiza en torno a una plaza rectangular que da origen a la traza cuadricular de las calles. En el perímetro exterior fueron plantados entre 1958 y 1962 sesenta y dos ejemplares de Ginkgo biloba, de los cuales sobreviven cincuenta y ocho. Esta especie, considerada el árbol milenario vivo más antiguo del planeta, posee múltiples propiedades medicinales.
Tratado del Pilar: La firma del Tratado del Pilar, el 23 de febrero de 1820, marcó el inicio del sistema federal de gobierno en la Argentina. Por este motivo, el partido es reconocido como la «cuna del federalismo». El pacto fue suscripto en la antigua capilla de Pilar por los gobernadores Francisco Ramírez, Estanislao López y Manuel de Sarratea, poniendo fin al conflicto bélico entre las provincias de Entre Ríos y Santa Fe frente a Buenos Aires.
Palacio Municipal: Su piedra fundamental fue colocada en 1896 por el entonces gobernador de la provincia, Guillermo Udaondo. El primer intendente municipal fue Tomás Márquez. En la parte posterior del edificio se encuentran cuatro antiguos calabozos.
Parroquia Nuestra Señora del Pilar: Construida inicialmente en 1821 bajo la dirección del arquitecto José Villa, en sus primeras etapas se empleó barro como material. La bóveda de la nave principal y los pisos superiores fueron añadidos a partir de 1840. La obra fue interrumpida hasta 1854, año en que continuó bajo la dirección del arquitecto Roque Petrocchi hasta su finalización. Fue declarada Monumento Histórico Nacional por la Ley 24.412 el 7 de diciembre de 1994.
Museo Histórico Alcalde Lorenzo López: Este museo conserva y exhibe piezas históricas y religiosas vinculadas con el partido del Pilar. Entre sus colecciones se encuentran documentos y objetos relacionados con la firma del Tratado del Pilar, que reflejan hechos y personajes de relevancia para la memoria local.
Portal del Cementerio Municipal de Pilar: Obra del arquitecto e ingeniero Francisco Salamone, construida en 1938 durante una etapa prolífica de proyectos monumentales en la provincia de Buenos Aires. Originalmente de diseño monumental e innovador, la estructura ha sufrido alteraciones que modificaron su estilo original. Desde 2001, las obras de Salamone han sido declaradas Patrimonio Cultural de la Provincia de Buenos Aires, y varias de ellas han recibido la categoría de Monumentos Históricos Nacionales y Bienes de Interés Histórico y Artístico Nacionales.
Cruz del Pilar: Ubicada en la intersección de las calles Pedro Lagrave y Paraná, existen dos versiones sobre su origen. Una sostiene que en 1790 religiosos misioneros que se dirigían hacia el norte levantaron una cruz de troncos para orar y protegerse durante su viaje. La otra versión plantea que la cruz funcionó como punto de referencia para el traslado del asentamiento poblacional, siendo reemplazada la original de madera por una de mampostería al construirse las primeras casas de ladrillos.
Capilla del Milagro de Nuestra Señora de Luján (El Lugar del Milagro): Situada en la localidad de Zelaya, esta estancia fue el escenario del milagro atribuido a la Virgen de Luján en 1630. En el predio se encuentran dos sitios conmemorativos: uno, accesible por una calle enmarcada por un Vía Crucis que culmina en un altar con la imagen de la Virgen, declarado Lugar Histórico Nacional; el otro, una antigua capilla de adobe que alberga una imagen de la Inmaculada desde tiempos del milagro.
Polo y Golf: Pilar, reconocido como la Capital Nacional del Polo, alberga la Asociación Argentina de Polo en el Castillo de Pando-Carabassa, construido a fines del siglo XIX sobre tierras donadas por el rey Carlos III. El predio cuenta con nueve canchas y es sede de los torneos más importantes del país. En el partido existen aproximadamente doscientas canchas y catorce de los mejores jugadores del mundo residen allí. En la localidad de Fátima se encuentra el Pilar Golf, junto a otros clubes destacados como Mailing, Martindale, Highland, Golfer’s, Los Lagartos y Cuba.
Parque Industrial: El Parque Industrial de Pilar es el más grande de Sudamérica, albergando alrededor de 200 empresas nacionales e internacionales. Esta diversidad genera un flujo constante de turismo corporativo, impulsando el crecimiento hotelero en la zona.
Centro Comercial Km 50: Conformado por shoppings, complejos de cines y espacios de esparcimiento para todas las edades, destaca el complejo Pilar Walk, donde se encuentra Cinépolis Pilar con sus ocho salas y el Bingo Oasis. En la zona se encuentra también otros centros comerciales relevantes como Las Palmas del Pilar —con un centenar de locales comerciales, un hipermercado Jumbo y Easy, y salas de cines Mutiplex—, Torres del Sol, con cerca de 180 locales y alrededor de 30 restaurantes y bares, además de La Escala, Paseo Pilar, Pueblo Caamaño y Verdi 57 ubicados en distintos puntos de la Panamericana Ramal Pilar.
Reserva Natural del Pilar: En 2003 se creó esta reserva natural urbana mediante decreto municipal, protegiendo cinco parcelas de 146 hectáreas ubicadas detrás de la exfábrica militar y sobre la ribera norte del río Luján, junto con otras 123 hectáreas declaradas de interés ecológico municipal. La reserva alberga ambientes variados, como lagunas poco profundas dominadas por juncos y catay, un duraznillar inundado, una franja ribereña de dos kilómetros y una tosquera inactiva con talas de gran porte. En ella se observan más de 60 especies de aves, así como mamíferos y reptiles autóctonos.

## Accesos al partido
Por ruta
La Ruta Nacional 8 (RN 8) atraviesa el partido del Pilar en dirección este-oeste. Esta autopista facilita una comunicación rápida y directa con la Ciudad Autónoma de Buenos Aires. Hacia el oeste, desde la ciudad de Pilar, la RN 8 continúa su recorrido hacia localidades como San Antonio de Areco y Pergamino, entre otras ciudades cercanas.
La Ruta Provincial 8 conecta el partido con las ciudades de José C. Paz y San Miguel, ubicadas hacia el este.
La Ruta Provincial 25 se extiende hacia Moreno, en dirección sudeste, y hacia Belén de Escobar, al noreste.
La Ruta Provincial 26, situada en el sudeste del partido, une las localidades de Del Viso e Ingeniero Maschwitz, esta última ubicada en el partido vecino de Escobar.
La Ruta Provincial 28 comunica el partido de Pilar con la ciudad de General Rodríguez hacia el sur.
La Ruta Provincial 34 conecta las ciudades de Pilar y Luján, situadas hacia el sudoeste.
Por ferrocarril
El partido del Pilar cuenta con importantes conexiones ferroviarias, siendo las líneas suburbanas de Belgrano Norte y San Martín las que tienen sus estaciones terminales en este distrito: la estación Villa Rosa (Belgrano Norte) y la estación Pilar (San Martín).
Las estaciones intermedias que comunican el partido son:
En la línea del Ferrocarril General Bartolomé Mitre sobre el ramal Victoria-Capilla del Señor:
- Estación Zelaya.

En la línea del Ferrocarril General San Martín sobre el ramal Retiro - Dr. Cabred:
- Estación Presidente Derqui,

- Estación Villa Astolfi,

- Estación Pilar,

- Estación Manzanares.

En la línea del Ferrocarril General Belgrano Norte sobre el ramal Retiro - Villa Rosa:
- Estación Manuel Alberti,

- Estación Del Viso,

- Estación Cecilia Grierson,

- Estación Villa Rosa.